# ماستارا
ماستارا (به ارمنی: Մաստարա) یک روستا در ارمنستان است که در استان آراگاتسوتن واقع شده‌است.  در  کیلومتری شمال آشتاراک، مرکز استان آراگاتسوتن واقع شده است.

## خصوصیات
ماستارا ۲٬۵۷۱ نفر جمعیت دارد و ۱٬۷۴۵ متر بالاتر از سطح دریا واقع شده‌است.  در  کیلومتری شمال آشتاراک، مرکز استان آراگاتسوتن واقع شده است.

## نگارخانه

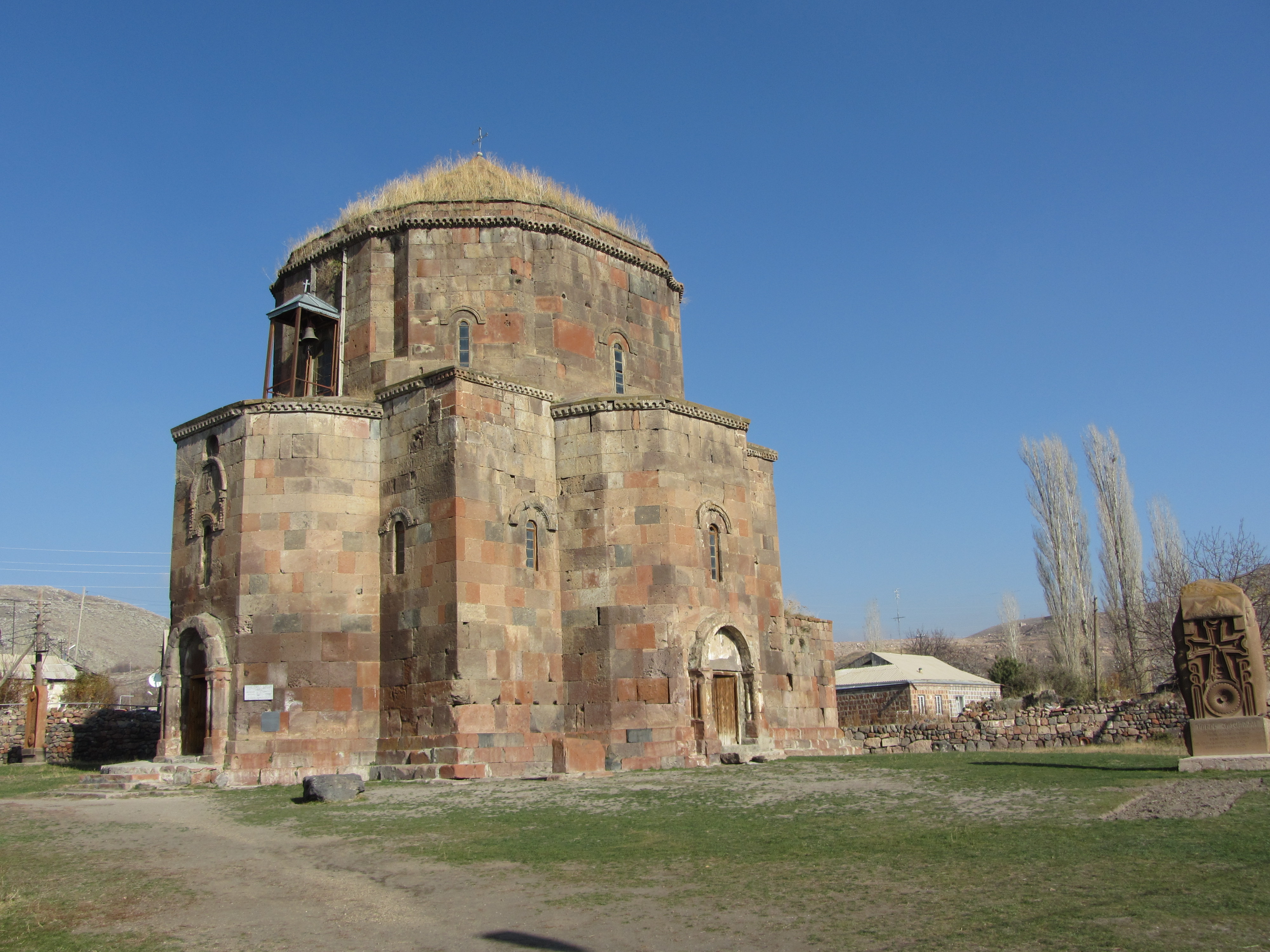
ماستارا،  کلیسای هوهانس مقدس از سمت جنوب
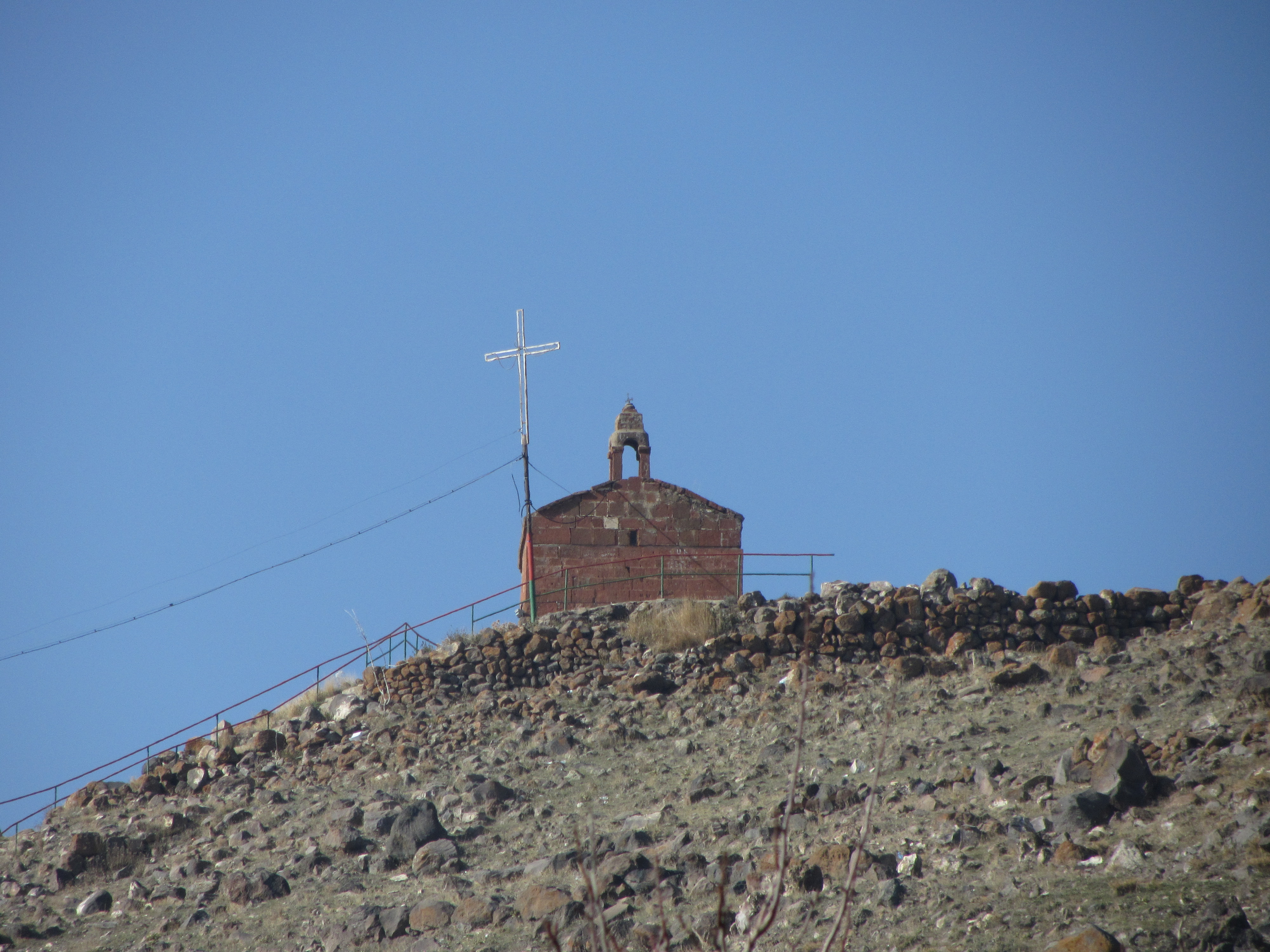
ماستارا،  کلیسای استپانوس ناخاوکا مقدس
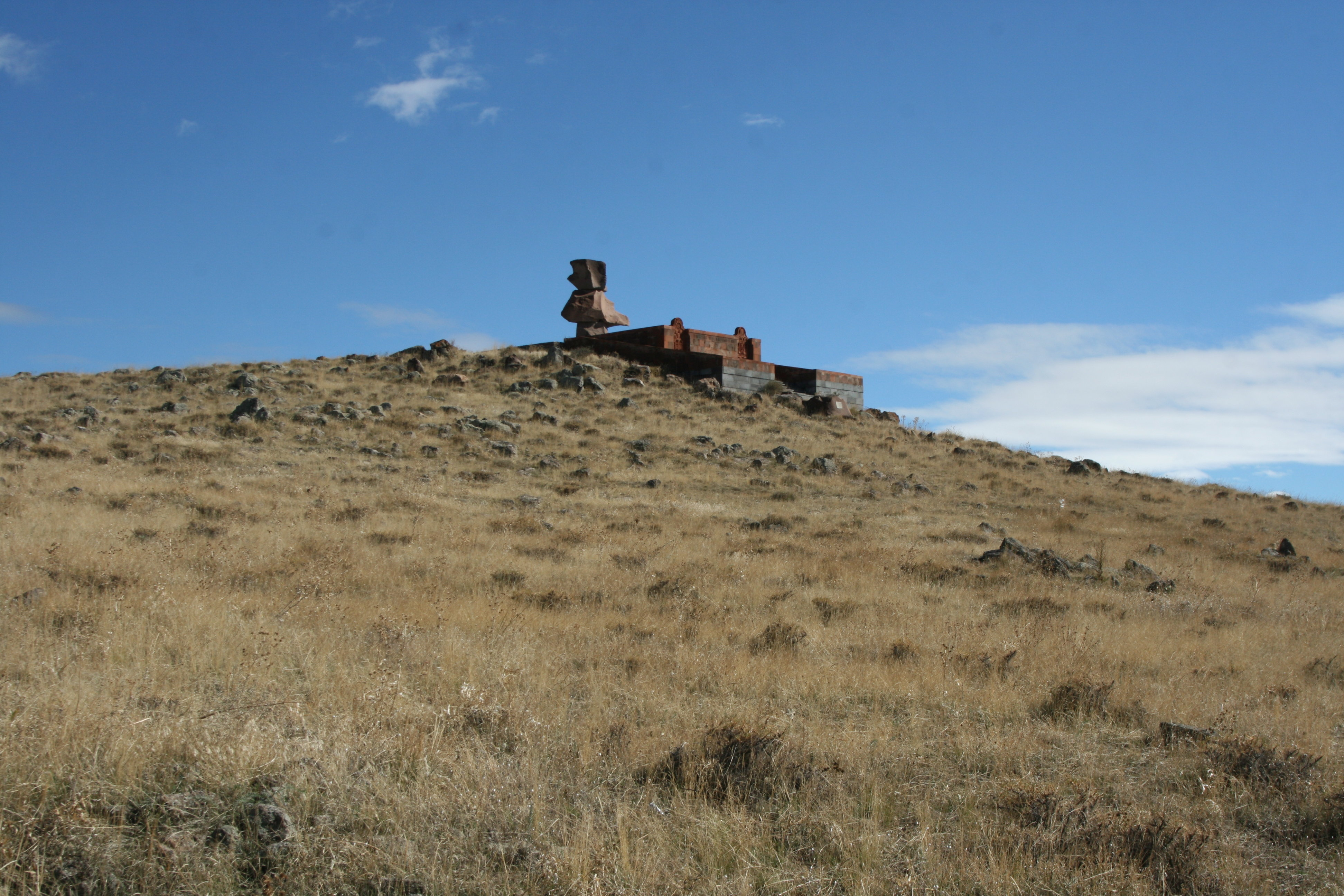